# Aprominta atricanella
Aprominta atricanella is een vlinder uit de familie dominomotten (Autostichidae). De wetenschappelijke naam is, als Symmoca atricanella, voor het eerst geldig gepubliceerd in 1906 door Hans Rebel.
Deze vlinder komt voor in Europa.